# Sieges Even
Sieges Even är ett progressivt metalband från Tyskland, bildat 1986 i München.

## Medlemmar
Senaste medlemmar
- Oliver Holzwarth – basgitarr (1985–1997, 2003–2008)
- Alex Holzwarth – trummor (1985–1997, 2003–2008)
- Markus Steffen – gitarr (1985–1992, 2003–2008)
- Arno Menses – sång (2003–2008)

Tidigare medlemmar
- Markus Burchert – gitarr (1985–1986)
- Franz Herde – sång (1985–1991)
- Jogi Kaiser – sång (1991–1995)
- Wolfgang Zenk – gitarr (1992–1997)
- Greg Keller – sång (1995–1997)
- Börk Keller – keyboard (1996–1997)

## Diskografi
Demo
- 1986 – Demo '86
- 1987 – Demo '87
- 1988 – Repression & Resistance
- 1994 – What's Progressive?

Studioalbum
- 1988 – Life Cycle
- 1990 – Steps
- 1991 – A Sense of Change
- 1995 – Sophisticated
- 1997 – Uneven
- 2005 – The Art of Navigating by the Stars
- 2007 – Paramount

Livealbum
- 2008 – Playgrounds

Annat
- 1990 – Napalm vs Sieges Even (delad album)